# Sascha Benecken
Sascha Benecken (født 14. februar 1990) er en tysk kælker.
Han repræsentanterde Tyskland under vinter-OL 2014 i Sotsji, hvor han blev nummer 8 i double.
Under vinter-OL 2018 i Pyeongchang kørte han på det tyske hold, som vandt bronze i mændenes double.